# Есеник
Е́сеник (чеш. Jeseník [ˈjɛsɛɲiːk]), до 1947 года Фривальдов (чеш. Frývaldov [ˈfriːvaldof]), бывш. Фрайвальдау (нем. Freiwaldau) — курортный город в Чехии на севере Оломоуцкого края, центр одноимённого района. В городе 1393 домов, 13 097 жителей его кадастровой территории занимает 3822 га (38,22 км). Есеник — крупнейший город в чешской части исторической местности Ниско.

## История

### Первые упоминания
Первое упоминание о Есенике относится к 1267 году — времени освоения этого края. Ещё с того времени сохранились записи о попытках добычи драгоценных металлов. В латинских источниках этот город упоминается как Vriwald, в немецких иногда также Freiwaldau.

### Развитие курортов
Во время развития города и края здесь открылся курортом и первое в мире водолечебное заведение, которое основал Винченц Присниц. В честь него курорт также называют Присницовский a главный курортный павильон — Санаторий Присница, который вместе с санаторием (павильоном) Риппер несёт имя знаменитой личности, оказавшей влияние на развитие курорта. Детский павильон Каролина назван в честь дочери Присница, которую он не смог вылечить и она умерла в три года. Стоит упомянуть и другие важнейшие павильоны: Безруч и, конечно, Маричка. Эмблема курортов — лев, который изображён на большинстве местных сувениров.
В 1845 году здесь лечился Н. В. Гоголь.

### В составе Третьего рейха
В 1938 году Есеник (под немецким названием Фривальдау) вошёл в состав рейхсгау Судетенланд нацистской Германии. В городе расположились штаб и отдельные подразделения 8-й пехотной дивизии.

## Достопримечательности
- Колоннада
- Родительский дом Винценца Присница — музей, на первом этаже столовая.
- Солнечный луг — или же Южный склон, склон, на котором находится несколько фигур из огромных и маленьких камней в одной из них есть родник. Самая известная — солнечные ворота.
- Родники — в лесах над находятся дороги с памятниками и целебными родниками.

## Части города
- Есеник
- Буковице
- Детршихов

## Население
| Год  | Численность | Численность |
| ---- | ----------- | ----------- |
| 1869 | 7149        | [ 6 ]       |
| 1880 | 5859        | [ 2 ]       |
| 1890 | 8435        | [ 6 ]       |
| 1900 | 8718        | [ 6 ]       |
| 1910 | 9242        | [ 6 ]       |
| 1921 | 8956        | [ 6 ]       |
| 1930 | 8251        | [ 2 ]       |
| 1950 | 8583        | [ 2 ]       |
| 1961 | 8914        | [ 6 ]       |
| 1970 | 9957        | [ 6 ]       |
| 1980 | 12 342      | [ 6 ]       |
| 1991 | 13 039      | [ 6 ]       |
| 2001 | 12 700      | [ 6 ]       |
| 2014 | 11 579      | [ 7 ]       |
| 2016 | 11 471      | [ 8 ]       |
| 2017 | 11 396      | [ 9 ]       |
| 2018 | 11 271      | [ 10 ]      |
| 2019 | 11 192      | [ 11 ]      |
| 2020 | 11 081      | [ 12 ]      |
| 2021 | 10 977      | [ 13 ]      |
| 2022 | 10 658      | [ 14 ]      |
| 2023 | 10 665      | [ 15 ]      |
| 2024 | 10 619      | [ 4 ]       |

## Города-побратимы
- Бойнице, Словакия
- Глухолазы, Польша
- Ныса, Польша